# Karangtalun (Ngombol)
Karangtalun is een bestuurslaag in het regentschap Purworejo van de provincie Midden-Java, Indonesië. Karangtalun telt 448 inwoners (volkstelling 2010).